# Oscaruddelingen 1950
Oscaruddelingen 1950 var den 22. oscaruddeling, hvor de bedste film fra 1949 blev hædret af Academy of Motion Picture Arts and Sciences. Uddelingen fandt sted 23. marts på RKO Pantages Theatre i Los Angeles, USA. 

## Priser
| Bedste Film | Bedste Instruktør |
| --- | --- |
| - Alle kongens mænd - Heltene fra Bastogne - Arvingen - Husveninden - Drenge bliver mænd | - Joseph L. Mankiewicz – Husveninden - Carol Reed – Øjenvidnet - Robert Rossen – Alle kongens mænd - William A. Wellman – Heltene fra Bastogne - William Wyler – Arvingen |
| Bedste Mandlige Hovedrolle | Bedste Kvindelige Hovedrolle |
| - Broderick Crawford – Alle kongens mænd - John Wayne – Heltene fra Iwo Jima - Kirk Douglas – Champion - Gregory Peck – Drenge bliver mænd - Richard Todd – Det heftige sind | - Olivia de Havilland – Arvingen - Susan Hayward – Mit dumme hjerte - Jeanne Crain – Pinky - Deborah Kerr – Edward, My Son - Loretta Young – Nonner på eventyr |
| Bedste Mandlige Birolle | Bedste Kvindelige Birolle |
| - Dean Jagger – Drenge bliver mænd - John Ireland – Alle kongens mænd - Arthur Kennedy – Champion - Ralph Richardson – Arvingen - James Whitmore – Heltene fra Bastogne | - Mercedes McCambridge – Alle kongens mænd - Ethel Barrymore – Pinky - Celeste Holm – Nonner på eventyr - Elsa Lanchester – Nonner på eventyr - Ethel Waters – Pinky |
| Bedste Filmatisering | Bedste Historie og Manuskript |
| - Husveninden – Joseph L. Mankiewicz - Champion – Carl Foreman - Øjenvidnet – Graham Greene - Alle kongens mænd – Robert Rossen - Cykeltyven – Cesare Zavattini | - Heltene fra Bastogne – Robert Pirosh - Sangen er mit liv – Sidney Buchman - Passport to Pimlico – T. E. B. Clarke - Paisà – Alfred Hayes, Federico Fellini, Sergio Amidei, Marcello Pagliero og Roberto Rossellini - Et barns ensomhed – Helen Levitt, Janice Loeb og Sidney Meyers |
| Bedste Historie | Bedste Korte Animationsfilm |
| - The Stratton Story – Douglas Morrow - Heltene fra Iwo Jima – Harry Brown - White Heat – Virginia Kellogg - Nonner på eventyr – Clare Boothe Luce - It Happens Every Spring – Shirley W. Smith og Valentine Davies | - For Scent-imental Reasons - Canary Row - Hatch Up Your Troubles - The Magic Fluke' - Toy Tinkers |
| Bedste Dokumentar | Bedste Korte Dokumentar |
| - Daybreak in Udi - Kenji Comes Home | - A Chance to Live - So Much for So Little - 1848 - The Rising Tide |
| Bedste Kortfilm, One-Reel | Bedste Kortfilm, Two-Reel |
| - Aquatic House Party – Jack Eaton - Roller Derby Girl – Justin Herman - So You Think You're Not Guilty – Gordon Hollingshead - Spills and Chills – Walton C. Ament - Water Trix – Pete Smith | - Van Gogh – Gaston Diehl og Robert Hessens - The Boy and the Eagle – William Lasky - Chase of Death – Irving Allen - The Grass Is Always Greener – Gordon Hollingshead - Snow Carnival – Gordon Hollingshead                                                                         |
| Bedste Drama eller Komedie Musik | Bedste Musical Musik |
| - Arvingen – Aaron Copland - Skorpionen – Max Steiner - Champion – Dimitri Tiomkin | - Sømænd på vulkaner – Roger Edens og Lennie Hayton - Look for the Silver Lining – Ray Heindorf - Sangen er mit liv – Morris Stoloff og George Duning |
| Bedste Sang | Bedste Lydoptagelse |
| - "Baby, It's Cold Outside" fra Neptuns datter – Musik og Tekst af Frank Loesser - "It's a Great Feeling" fra It's a Great Feeling – Musik af Jule Styne; Tekst af Sammy Cahn - "Lavender Blue" fra So Dear to My Heart – Musik af Eliot Daniel; Tekst af Larry Morey - "My Foolish Heart" fra Mit dumme hjerte – Musik af Victor Young; Tekst af Ned Washington - "Through a Long and Sleepless Night" fra Nonner på eventyr – Musik af Alfred Newman; Tekst af Mack Gordon | - Drenge bliver mænd – Thomas T. Moulton, Twentieth Century-Fox Studio Sound Department - Heltene fra Iwo Jima – Daniel J. Bloomberg, Republic Studio Sound Department - Once More, My Darling – Leslie I. Carey, Universal-International Studio Sound Department                     |
| Bedste Scenografi, Sort og Hvid | Bedste Scenografi, Farver |
| - Arvingen – John Meehan, Harry Horner og Emile Kuri - Madame Bovary – Cedric Gibbons, Jack Martin Smith, Edwin B. Willis og Richard A. Pefferle - Nonner på eventyr – Lyle Wheeler, Joseph C. Wright, Thomas Little og Paul S. Fox | - Pigebørn – Cedric Gibbons, Paul Groesse, Edwin B. Willis og Jack D. Moore - Don Juans eventyr – Edward Carrere og Lyle Reifsnider - Kærlighed og kårde – Jim Morahan, William Kellner og Michael Relph                                                                              |
| Bedste Fotografering, Sort og Hvid | Bedste Fotografering, Farver |
| - Heltene fra Bastogne – Paul C. Vogel - Nonner på eventyr – Joseph LaShelle - Champion – Franz Planer - Den lovløse hertug – Leon Shamroy - Arvingen – Leo Tover | - Kavaleriets gule bånd – Winton Hoch - Sand – Charles G. Clarke - Pigebørn – Robert Planck og Charles Schoenbaum - Sangen er mit liv – William Snyder - Vi danser igen – Harry Stradling                                                                                             |
| Bedste Kostumer, Sort og Hvid | Bedste Kostumer, Farver |
| - Arvingen – Edith Head og Gile Steele - Den lovløse hertug – Vittorio Nino Novarese | - Don Juans eventyr – Leah Rhodes, Travilla og Marjorie Best - Mother Is a Freshman – Kay Nelson |
| Bedste Klipning | Bedste Visuelle Effekter |
| - Champion – Harry Gerstad - Heltene fra Bastogne – John Dunning - Vinduet – Frederic Knudtson - Alle kongens mænd – Robert Parrish and Al Clark - Heltene fra Iwo Jima – Richard L. Van Enger | - Mighty Joe Young – Arko Production; RKO Radio - Olie - flydende guld – Walter Wagner; Eagle Lion |

### Ærespriser
- Fred Astaire
- Cecil B. DeMille
- Jean Hersholt

### Bedste Udenlandske Film
- Cykeltyven (Ladri di biciclette, Italien)

### Ungdomspris
- Bobby Driscoll